# Birtley Green
Birtley Green – osada w Anglii, w hrabstwie Surrey. Leży 47 km na południowy zachód od centrum Londynu.